# Goworowo-Probostwo
Goworowo-Probostwo – nazwa miejscowości pojawiająca się w zestawieniu Powszechnego Spisu Ludności z 1921 roku, mająca być częścią wsi Goworowo w Polsce położonej w województwie mazowieckim, w powiecie ostrołęckim, w gminie Goworowo

## Historia
Według Powszechnego Spisu Ludności z 1921 roku wieś leżała w województwie białostockim, w powiecie ostrołęckim, w gminie Goworowo. 
Wieś zamieszkiwało 507 osób, 413 było wyznania rzymskokatolickiego, 1 greckokatolickiego a 93 mojżeszowego. Jednocześnie 446 mieszkańców zadeklarowało polską przynależność narodową a 61 żydowską. Były tu 72 budynki mieszkalne. Miejscowość należała do parafii rzymskokatolickiej w Goworowie. Podlegała pod Sąd Grodzki w Ostrołęce i Okręgowy w Łomży; właściwy urząd pocztowy mieścił się w Goworowie.